# Orago

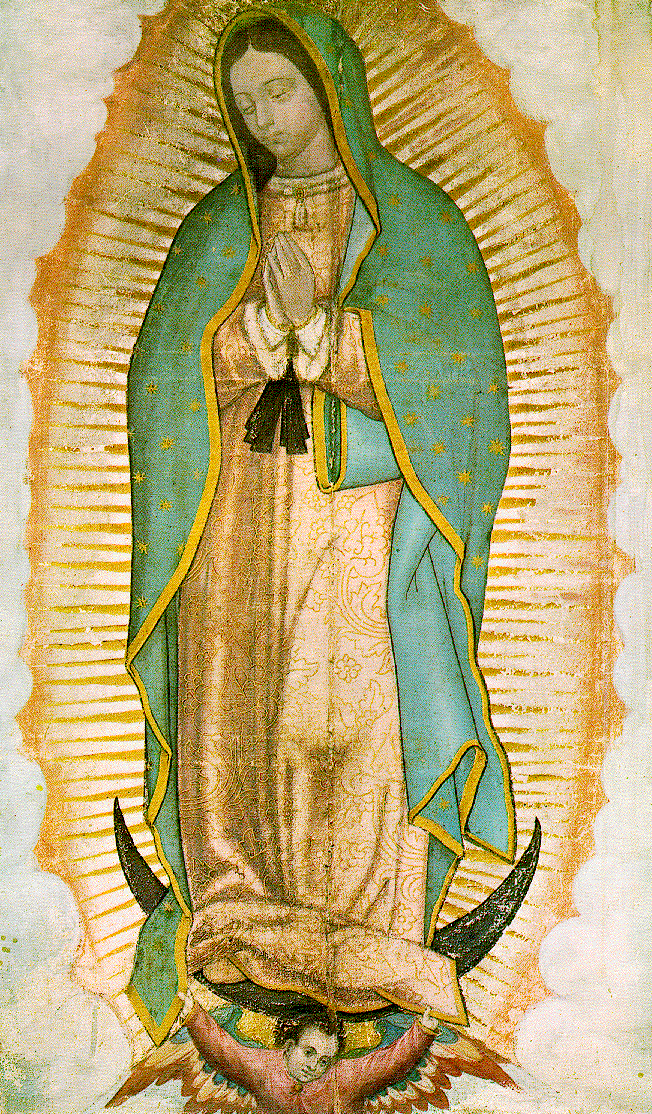
Nossa Senhora de Guadalupe, uma aparição mariana de origem mexicana, é a santa padroeira do México, as Américas, Filipinas, Província de Cebu, assim como de nascituros.

O patrono, orago padroeiro, ou protetor, é um santo a quem é dedicada uma localidade, uma profissão específica, associação, animal (ou animais em geral) ou templo (capela, igreja etc.) segundo o costume católico.
Na legislação que estabelece a simbologia associada às freguesias portuguesas, surgem, frequentemente, menções aos oragos dessas freguesias. Este facto tem dois significados: por um lado, tem o significado religioso de estender a "proteção" do santo para lá do templo, a toda a freguesia; por outro lado é um arcaísmo que reflete nos dias atuais as origens antigas das freguesias.
Embora atualmente uma freguesia seja uma instituição de carácter político e administrativo, exclusivamente subordinada aos poderes civis, a sua origem é a paróquia católica, que constituiu, em tempos, a malha mais fina de administração em Portugal.

## Etimologia
A palavra "orago" é derivada do termo latino oraculu, oráculo, templo onde se dão "oráculos", através da forma arcaica "oragoo".

## Outras definições
- Patrono é a pessoa escolhida por uma classe de profissionais para ser um dos tutores entidade literária máxima (tutor de uma cadeira na academia de letras);[8]
- Patrono é a pessoa que luta por uma causa,[8] ou pessoa que protege um grupo;[3]
- Patrono é a escolhida para ser homenageada durante a formatura por uma turma de formandos;[4]
- Patrono é o advogado escolhido para orientar um cliente ou um estagiário;[3]
- Patrono é o senhor dos servos na Roma antiga.[3]